# Vattenfall
Vattenfall er et svensk statsejet elektricitetsselskab og en af de ledende energiproducenter i Nordeuropa. Navnet Vattenfall er svensk for vandfald og er en forkortelse af dets oprindelige navn, (svensk: Kungliga Vattenfallstyrelsen). Vattenfall-koncernen beskæftiger i alt cirka 33.000 medarbejdere i seks europæiske lande. Heraf arbejder knap 700 medarbejdere i Danmark, hvor de indgår i Vattenfall Norden, hvis elproduktion dækker cirka 20 procent af Nordens elforbrug. Vattenfall ejes 100 % af den svenske stat og er Europas femtestørste energiselskab.
Op mod 42 % af Vattenfalls produktion produceres med fossil energi, 35 % stammer fra atomkraftværker, mens vandkraft står for 23 % (data fra 2005). De fleste af selskabets vandkraftværker ligger i det nordlige Sverige. I Sverige har Vattenfall de to atomkraftværker Forsmark og Ringhals. Dertil driver selskabet to atomkraftværker i Tyskland samt flere gas- og kulfyrede kraftværker i Tyskland og Polen.

## Historie
Vattenfall blev grundlagt i 1899 efter en beslutning i Rigsdagen om Trollhätte kanal- och vattenverk under navnet Kungliga Vattenfallsstyrelsen. De første vandkraftprojekter var Olidan i Göta älv, Porjus i Lule älv og Älvkarleby i Dalälven.
Oprindelig leverede Vattenfall først og fremmest energi til industrien, med jernbaner, skov- og træindustri som de største kunder. Privatkunderne var relativt få grundet de høje elpriser.
Aktieselskabet Vattenfall AB opstod i 1992 som en forberedelse til den liberalisering af elmarkedet, som blev gennemført i 1996. Ved samme lejlighed dannedes selskabet Svenska Kraftnät, som overtog ledningsnettet.

## Selskabet går udenlands
Efter 1996 har Vattenfall brugt sit løbende overskud – som hovedsagelig stammer fra dets svenske vandkraftværker – til at ekspandere internationalt. Selskabet ejer derfor i dag et større antal kraftværker i forskellige lande. I Tyskland og Polen har de satset på kulkraft. Det samme gælder i Finland og Estland. Købet af flere brunkuls-fyrede kraftværker har været højst kontroversielt i Sverige på grund af brunkuls status som et af de mindst miljøvenlige alternativer til produktion af elektricitet. Ligeledes er klimabelastningen fra kulfyrede kraftværker meget stor. Yderligere udvindes brunkullene ved såkaldt "strip-mining", en proces, som kan involvere tvungen flytning af hele bysamfund, når et mineområde udvides.  I Tyskland er Vattenfall forsyningsselskab for delstaterne: Hamburg, Mecklenburg-Vorpommern, Brandenburg, Berlin, Sachsen-Anhalt, Thüringen og Sachsen. Vattenfalls to tyske atomkraftværker, Brunsbüttel og Krümmel, ligger begge nær Hamburg. Dertil kommer de brunkul-fyrede kraftværker Jänschwalde, Boxberg, Schwarze Pumpe og Lippendorf (del-ejet), der alle ligger i umiddelbar nærhed af brunkuls-lejer, som også ejes af Vattenfall. Endelig driver Vattenfall et stenkuls-fyret kraftværk i Rostock (del-ejet).

## Kritik
Vattenfall promoverer sig selv som værende en førende global energiaktør og som en vigtig spiller i kampen for at nedbringe udslippene af drivhusgasser. Selskabet bygger verdens første kulkraftværk med CO2-fri elproduktion. Anlægget bygges i tilslutning til kulkraftværket Schwarze Pumpe i Tyskland og skal tages i drift i løbet af 2008. Vattenfall AB har fået meget kritik af sit engagementet i tysk kul- og atomkraft. På Verdenssnaturfondens "Dirty Thirty"-liste over de 30 største CO2-udledere i Europa indtager Vattenfall AB fire pladser. Selv de i sammenligning små satsninger på forskning vedvarende energikilder er blevet kritiseret. I løbet af 2007 introducerede præsident og administrerende direktør i Vattenfall, Lars G Josefsson, "global burden-sharing"  under en præsentation i FN. Dette initiativ er beregnet til at give fleksibilitet mellem udviklings- og udviklede lande..

### Danmark
I Danmark er Vattenfall blevet kritiseret på grund af et kontroversielt forskningsprojekt om deponering af CO2 i jorden.
Flere danske landmænd samt Greenpeace er gået sammen om kritik af Vattenfalls projekt.
Vattenfall Danmark ejer kraftvarmeværkerne Fynsværket og Nordjyllandsværket. Desuden har Vattenfall del i Havvindmølleparker i Danmark. Tidligere drev de også Amagerværket, som i dag drives af HOFOR.

## Vindkraft
Vattenfall ejer Lillgrund vindmøllepark, den hidtil største satsning på vindkraft i Sverige. I Danmark ejer Vattenfall 100 % af Vindmølleparken Nørrekær Enge og 60 % af Horns Rev Havmøllepark.

### Vindstød
Vattenfall ejer det danske energiselskab Vindstød, som har hovedsæde i Aarhus. Selskabet er oprindeligt stiftet den 1. november 2011 af Vindenergi Danmark, CapNova og den danske stat. Det blev lanceret den 1. januar 2012. Vindstøds moderselskab er desuden delvist ejet af Uddannelses- og Forskningsministeriet under den danske stat, da selskabet er etableret under innovationsmiljøordningen. Moderselskabet har 30 % i andele af Vindstød, mens andre ejere har 70 % andel i selskabet.
Vindstød er baseret på el fra 2.500 vindmøller fordelt over hele Danmark, heraf 522 i Region Nordjylland. Det er cirka halvdelen af de danske land-vindmøller, der producerer el til Vindstød  og Vindmølleforeningen .
I marts 2016 skrev DR P4 Nord, at el-prisen for vindmølleengeri fra Vindstød var billigere end elektricitet fra el produceret på kul og atomkraft. Selskabet havde på det tidspunkt cirka 30.000 kunder, og prisen lå lige omkring to kroner pr. kilowattime.
En af årsagerne til de lave elpriser er IT-platformen hos Vindstød , der sænker selskabets omkostninger.
Men i følge en landsdækkende sammenligning af de danske elpriser i 2015, foretaget af el-leverandøren Nettopower, så sælger Vindstød flere forskellige produkter, og selskabet solgte ifølge undersøgelsen både Danmarks billigste og Danmarks dyreste el-produkt i 2015. Selskabets dyreste produkt var i 2015 dobbelt så dyrt som det billigste i undersøgelsen. Ifølge TV2.dk, havde administrerende direktør i Vindstød.dk, Morten Nissen Nielsen, den forklaring, at Vindstøds kunder havde mulighed for at støtte vindenergi ved at købe et dyrere produkt, hvor der sælges el fra helt nye vindmøller, hvilket angiveligt skulle give en større positiv klimaeffekt.
I 2015 blev Vindstøds produkt FlexVind kåret til det billigste variable produkt for parcelhuse i en offentliggjort prisundersøgelse fra Energitilsynet.
I december 2016 blev selskabet delvist købt af Vattenfall. I 2018 vandt Vindstød EU-udbuddet om at håndtere flexafregning for mindre danske vind- og solcelle-anlæg (hovedsageligt husstandsanlæg).

## Andre aktiviteter
Vattenfall AB har også etableret sig som leverandør af internet- og mobiltelefonitjenester. For sine mobiltelefonitjenester anvender selskabet TeliaSoneras GSM-net.
Selskabets administrerende direktør er Øystein Løseth

## Finansiel information
I første kvartal 2008 øgede
Nettoomsætningen med 9,0 % til 45 milliarder svenske kroner. Overskuddet øgedes med 0,2 % til 11,4 milliarder svenske kroner.
Periodens resultat (efter skat) faldt med 0,7 % til 7,2 milliarder svenske kroner. For det stabile overskud kan Business Group Nordic, op 41 %, takkes, mens Business Group Central Europe rapporterede en nedgang i indtægterne på 26 %.

## Datterselskaber
- Vattenfall Europe AG.
- Biq Location Development and Real Estate Services.